# Ricardo Ismael Rojas
Ricardo Ismael Rojas Mendoza (Posadas, 1971. január 26. –) argentin születésű paraguayi labdarúgóhátvéd.
A paraguayi válogatott színeiben részt vett az 1998-as labdarúgó-világbajnokságon.